# Adelphia
Adelphia es un género de plantas de la familia Malpighiaceae, que comprende cuatro especies de lianas nativas de Suramérica.

## Taxonomía
El género fue descrito por el botánico estadounidense, William Russell Anderson y publicado en Novon 16(2): 170-173, f. 1 en el año 2006.

## Especies
- Adelphia hiraea (Gaertn.) W. R. Anderson
- Adelphia macrophylla (Rusby) W. R. Anderson
- Adelphia mirabilis (W. R. Anderson) W. R. Anderson
- Adelphia platyrachis (Tr. & Pl.) W. R. Anderson